# 艋舺 (電影)
《艋舺》（汉语拼音：měngxiá）是由鈕承澤導演、李烈監製的一部台灣電影，大致以艋舺清水祖師廟角頭少年的視角，描述1980年代臺北市「艋舺」地區幫派分子與慘綠少年們的愛恨情仇。該片於2009年11月正式殺青，2010年2月5日春節檔期上映，同年12月18日於日本上映，片名譯為「モンガに散る」。

## 劇情大綱
故事始於1986年的台北商業中心艋舺，此處有三大黑幫勢力，廟口一帶由Geta統領，他的結拜兄弟Masa掌管後壁厝，而灰狼則率領逐漸擴張勢力的外省掛，想從外界進入艋舺分一杯羹。
和尚、蚊子、志龍、白猴和阿伯都是太子幫的成員。在樹林的蚊子轉學到艋舺當地高中的第一天，班上的老大、也是後壁厝的狗仔孩搶了蚊子的雞腿，蚊子起身反抗，並在之後遭狗仔孩的手下追打。志龍相中蚊子，便邀他入夥，五人歃血結拜組成太子幫。蚊子很快就融入這幫兄弟，和他們一起享受輕狂的年少時光，不時參與黑幫鬥毆，而蚊子也和私娼寮的娼妓小凝建立起友誼。
狗仔孩的父親因欠賭債而被剁手指，狗仔孩強暴志龍的女友作為報復，之後太子幫抓到狗仔孩，用三秒膠堵住他的眼耳口鼻，將其虐殺。志龍的父親Geta認為自己有責任教育這群喜歡逞兇鬥狠的少年何謂真正的黑道精神，他在懲罰五人後，讓手下帶他們到山上特訓。並告訴他們「槍是下等人的武器」，要他們鍛鍊拳腳和刀法。在代替Masa入獄三年的瘋狗出獄後，瘋狗、灰狼、Geta、Masa和一幫小弟把酒言歡。Geta聽聞Masa和外省掛有意合作，他認為艋舺有自己做事的傳統，不能破例和外省掛合作，而Masa也附和他的意見。
外省掛擁有大量槍枝，灰狼慫恿瘋狗，要和他暗中配合幹掉守舊的Geta和Masa，而瘋狗找和尚作為在廟口的內應，要他為艋舺的未來著想。Masa和Geta接連遭人以槍暗殺，而兇手正是瘋狗與和尚。蚊子一直希望為兩位老大報仇，並認定兇手就是瘋狗，但白猴被誣陷為殺害Masa的兇手，讓廟口聲勢不再。
蚊子找到母親的舊情人灰狼，表示自己將為Geta報仇，要灰狼照顧母親，灰狼勸他到菲律賓避風頭，而灰狼也在之後發現蚊子是自己的親生骨肉。在向小凝吻別後，蚊子原本打算和兄弟一起偷渡到菲律賓，但卻發現和尚和瘋狗、灰狼有聯繫，便借走Geta的尺二，逼問和尚是否為叛徒。瘋狗聞訊後立即派人支援和尚，雙方展開火拼，和尚見到志龍被打後於心不忍，便砍傷瘋狗後逃離現場。蚊子追上去後遭到和尚槍擊，但蚊子也藉機刺了和尚一刀，和尚隨後被志龍殺死。蚊子被志龍和阿伯救走，和尚臨死前回憶道，他和兄弟們之所以踏入黑道，是因為那是唯一的生存之道。

## 演員名單

### 廟口：太子幫成員
| 角色            | 演員   | 備註 |
| 李志龍 （志龍） | 鳳小岳 | 艋舺祖師廟廟口老大Geta之子，含著金湯匙出生的台客太子。愛玩樂，大哥樣，看起來很帥很屌，其實內心懦弱，沒安全感。對兄弟的照顧與付出源自一種自我保護的心態。 |
| 何天佑 （和尚） | 阮經天 | 主角之一。佛具香燭店背景。高智商，個性內斂冷靜，對志龍有超乎拜把兄弟的感情，雖為太子幫首領志龍輔佐，實為真正的領袖型人物。從小被父親安排進入黑道學習，因才能受到賞識捲入陰謀爭鬥的旋渦裡。後來被文謙收買，去槍殺老大Geta，但最終也遭志龍砍死。原型為芳明館殺手王邦駒。 |
| 周以文 （蚊子） | 趙又廷 | 主角之一。家中獨子，由經營美容院的母親撫養長大。從小個性孤僻自卑，沒交過什麼朋友，平時個性低調，在人群中模糊自己，是潛意識的自保機制。然一旦在意的事物受到威脅，內心底層那把誓死捍衛的火會突然轟地燒個壯烈。在最後與和尚纏鬥時被他砍成重傷。                           |
| 侯春生 （白猴） | 蔡昌憲 | 青草街背景，由阿公撫養長大。身形如猴，動作敏捷，略懂各家拳法，平日詼諧風趣看似灑脫不羈，然內心為現實理想的矛盾綜合體。太子幫最講究義氣的成員。最後到後壁厝尋仇時遭灰狼的保鑣刀疤開槍打成植物人。                                                                       |
| 黃萬伯 （阿伯） | 黃鐙輝 | 牲畜市場背景，殺豬雄的獨子。性格膽小怕事，愛賭博，說謊，好色。 |

### 廟口角頭（原型為河溝頭）
| 角色            | 演員   | 備註 |
| 李坤勇 （Geta） | 馬如龍 | 志龍之父，艋舺祖師廟廟口老大，推崇武士道精神，認為槍是下等人使用的武器，拒絕與外省掛合作。年輕時代以木屐擊退敵人的英勇事蹟使其留名艋舺青史，但又有一說認為當年他為上位做出背叛兄弟之事。後段遭叛變的和尚槍殺身亡。 |
| 志龍母          | 席曼寧 | 志龍之母，Geta之妻，喜歡打麻將。 |
| 黑面            | 孫小明 | 廟口老大Geta的手下兼保鑣。 |

### 後壁厝角頭（原型為頭北厝）
| 角色              | 演員   | 備註 |
| 張順發 （Masa）   | 邢峰   | 後壁厝角頭老大，性好女色，是廟口Geta老大的結拜兄弟。凡事以Geta馬首是瞻，實際上對Geta食古不化的守舊思想不以為然但也不敢反抗Geta。被叛變的文謙槍殺身亡。                                                                                                |
| 陳文謙 （瘋狗）   | 王識賢 | 後壁厝下連仔勢力兼老大保鑣，夠拚夠狠而被老一輩的老大們視為瘋狗。在政府一清專案掃黑時期，代替masa當人頭入監三年。 於獄中結識外省掛老大灰狼，對保守不知變通的masa與geta不滿，為了讓外省幫能進來插旗而策劃謀殺masa與geta。原型為前芳明館頭號殺手梁國愷。 |
| 阿狗              | 張忠瑞 | 狗仔孩的父親，文謙的叔父。因詐賭，被Geta派人剁斷手指。 |
| 陳添財 （狗仔孩） | 陳漢典 | 後壁厝阿狗之子，文謙的堂弟。搶了蚊子雞腿、姦了志龍女友，後被太子幫成員私刑虐殺。 |

### 外省掛（原型為竹聯幫）
| 角色 | 演員   | 備註 |
| 灰狼 | 鈕承澤 | 外省幫大哥，一頭灰髮，蚊子母親的舊情人。解嚴後外省幫勢力壯大，其為外省幫欲進艋舺插旗之代表。經歷大風大浪，看盡人生百態，以為已臣服命運，放下心中感情，不料命運竟在多年後又給了他一記重擊。蚊子的母親最後才告訴，他是蚊子的父親。劇中灰狼曾提起一個用語霸子，是眷村黑話，首領的涵義：某個地盤的老大或堂口的堂主。原型為竹聯幫第一代動物輩護法白狼張安樂。 |
| 刀疤 | 唐國忠 | 外省掛灰狼老大的手下兼保鑣。 |

### 寶斗里
| 角色           | 演員              | 備註 |
| 小凝           | 柯佳嬿            | 寶斗里私娼寮妓女，右臉上有個巴掌大的綠色胎記，性剛直沈默，帶著一身悲慘童年的傷口，不相信自己具有擁有幸福的資格。蚊子小學時期的小小愛情萌芽對象，後成為蚊子心底的庇護所。 |
| 寶斗里阿姨     | 陸弈靜            | 寶斗里妓院的老鴇。 |
| 寶斗里性工作者 | 郭怡伶 （小Call） | 在蚊子首度與太子幫前往寶斗里時，被志龍挑中進行性交易。 |

### 其他配角
| 角色                 | 演員                               | 備註 |
| 周玲婉 （小玲）      | 林秀玲                             | 蚊子之母，灰狼以「小玲」稱之，理髮店老闆娘，十幾年前與外省掛黑道「灰狼」是同居情侶，直到灰狼逃亡，卻瞞著灰狼蚊子是他的小孩，直到最後灰狼才知道。 |
| 何父                 | 侯傑                               | 經營佛具紙錢店，Geta當年為了上位(擔任老大位置)，暗中派人砍斷其一隻手。                                                                           |
| 白猴祖父             | 柯伯洪                             | 開設草藥店，但年老記憶衰退，有時甚至認不出自己的孫子白猴。                                                                                       |
| 阿伯之父             | 李永豐                             | 「阿伯」的父親，艋舺當地人，是一名豬肉販子。 |
| 小惠                 | 喻虹淵                             | 志龍的女友，被狗仔孩設局強姦。 |
| 老師                 | 鄭有傑                             | 和尚的小學老師，無法揪出考試作弊手法高明的和尚。                                                                                                 |
| 教務主任             | 林志儒                             | 帶著新轉來的蚊子走入艋舺的高職，並對蚊子訓話。                                                                                                   |
| 攻擊蚊子的體育班同學 | 杜健瑋 潘韋勳 高信文 王翔民 黃俊堯 | 都是體育班成員，號稱「鐵人」。皆是狗仔孩的手下，奉命追打蚊子，但被蚊子躲掉他們的攻擊，其中一人甚至被蚊子以狗屎塗臉。                             |
| 輪椅男               | 唐文傑                             | 追太子幫的人，因為太子幫曾撞倒輪椅男過。 |
| 外省幫               | 楚翔                               | 外省幫之一成員。 |
| 臨演                 | 春 風                              | 臨演。 |

## 拍攝場景
《艋舺》主要在台灣台北市萬華區的艋舺清水祖師廟拍攝，由於艋舺龍山寺香火鼎盛之故，許多人誤會《艋舺》本片的主要地點是在龍山寺，其實除了一場械鬥畫面是在廣州街223巷的艋舺隘門土地公廟以外，主角們居住與結義之背景地點皆在艋舺祖師廟，大多數場景也幾乎都在祖師廟廟內，甚至有不少是在清水祖師神像前拍攝，而《艋舺》本片的各主角頸上都掛有祖師香火，宗教味道濃厚，尤其是和尚身上的復古紅色香火，更掀起了一陣懷舊風潮。
電影前導宣傳片則是在艋舺青山宮拍攝。
前半段劇中虛擬的純男校–「中華高職（台北市私立中華高級工業職業學校）」，現實中即蘆洲區徐匯中學。校門取景自景文高中，校園內教室、頂樓在建國中學拍攝，圍牆則是在鈕承澤的母校螢橋國中取景。
片中蚊子、志龍、和尚等人騎機車在台北街頭飆車的地點則是劇組為了拍攝本片而包下的水源快速道路。
志龍女友小惠就讀的「台北市私立輔任女子高級中學」，現實中即大安區私立金甌女中，是在台灣大學徐州路校區拍攝（從劇中愛香園餐廳坐落點即可推估）。
而電影開頭的角色簡介中，透過霧氣中老老少少各式裸男身影裡，看見三溫暖一角，和尚一腳跪地幫坐在小板凳上的志龍擦背，這段畫面則是在亞太會館拍攝。

## 回響
小島秀夫相當欣賞《艋舺》，在2011年台北國際電玩展訪台期間還拜訪了導演鈕承澤。
影評人馬來魔將其評為「狂暴中的詩意；叛逆中的溫柔」給予高評價。
影評人藍祖蔚評價：《艋舺》賣座，絕非偶然，導演拍出了一部好看的電影。
饒舌歌手、玖壹壹的「春風」是本片臨時演員之一。

### 票房
台灣方面，首日票房為新台幣1800萬元；首週三天票房為新台幣6000萬元；最終全台票房為新台幣2.6億元。

### 評論
本片從籌措到上映都與黑道有關，許多臨時演員也是黑道成員。
王瑞德批評本片「導演根本是用外省人角度在看艋舺這一個本省角頭」，但也有影迷也認為用省籍情結、界線看待電影並無必要。
中華民國教育部部長吳清基認為本片對青少年心、身有極大的負面影響，建議學校的教官、老師們該將本片視為負面教材，給予學生機會教育。警政署署長王卓鈞覺得本片會對社會治安產生巨大影響，希望日後少拍這種題材的片。此外，在警方掃蕩萬華地區幫派時被媒體和本片比較，因為本片的風行使台灣的社會把黑道跟萬華畫上了等號。但也有網友質疑這些負面評價有小題大作之嫌：經典電影「教父」以黑幫為題，但也有不少電影專業領域以此為正面教材，更沒有人因此而將義大利與黑幫完全劃上等號，「艋舺」受到的質疑與批判，對電影創作者而言並不公平。導演鈕承澤於2010年1月20日播出的《康熙來了》受訪時表示，這部片並不是要使青少年對黑道產生嚮往，而是要傳遞「歹路不能走」這樣的訊息。他認為片中是有很大的愛，以及他自身的反省在其中。
2012年9月15日，鈕承澤獲頒第16屆台北文化獎，但一邊一國連線台北市議員童仲彥當場抗議。童仲彥表示，本片是商業電影，片中的黑道與娼妓並非真實萬華文化，鈕承澤應得電影獎而非文化獎。鈕承澤回應：「在我感受上，這是政治動作。但我不是政治人物，所以讓天主歸天主，撒旦歸撒旦。《艋舺》團隊是帶著很大的愛在做，那是一個非常有文化的城區，我們截取了當中的感受和素材來完成一部電影。」鈕承澤也說，他不覺得本片內容醜陋，「善惡與美醜沒有絕對的標準，最美的花往往開在最齷齪的土壤之上。」台北市文化局局長劉維公回應，鈕承澤獲頒台北文化獎，是因為他透過電影創作才華展現城市美學與文化創意，並非只因他拍了本片；而且台北文化獎不是金馬獎，不會因一部電影作品而承認一個創作者實力或選擇一個人獲獎。

## 劇中名言
- 「今天如果你不弄死他們，有一天你就會被他們弄死！」- 阮經天
- 「意義是殺小，我只知道義氣，不知道意義啦！」- 蔡昌憲

## 週邊產品

### 原聲帶
原聲帶由台灣索尼音樂、美妙音樂發行，內包裝有CD兩枚及DVD一枚。製作人為陳珊妮（本片音樂總監），主題曲為李玖哲的Making Love Out Of Nothing At All（讓愛一切成空），原唱為Air Supply樂團（1983年）作曲及監製為吉姆·史坦曼（Jim Steinman）。
主題曲盤
| 曲序        | 演出者                               | 曲名                              |
| 01          | 19                                   | 勿忘我親親                        |
| 02          | 張懸                                 | 我想你要走了                      |
| 03          | 陳珊妮 featuring 阮經天              | Once                              |
| 04          | 阮經天+趙又廷                        | Tonight Tonight                   |
| 05          | 蔡健雅                               | You Come To My Head               |
| 06          | 李玖哲（原唱Air Supply樂團（1983年） | Making Love Out Of Nothing At All |
| 07          | 譚詠麟                               | 愛情陷阱                          |
| 08          | 1976                                 | 街頭之星                          |
| 09          | Vamps                                | Sweet Dreams                      |
| 10          | Dead By Sunrise(黑暗曙光)            | Let Down (Instrumental)           |
| Bonus Track | Air Supply(空中補給)                 | Making Love Out Of Nothing At All |

配樂盤
| 曲序 | 曲名                                |
| 01   | A Stir In Silence                   |
| 02   | Brotherhood                         |
| 03   | One Shot                            |
| 04   | Monga-memoir                        |
| 05   | A Chase In The City                 |
| 06   | The Love Affair That Never Happened |
| 07   | Nightmare                           |
| 08   | Brotherhood In Grace                |
| 09   | Brotherhood In Grieve               |
| 10   | Let Down Instrumental               |
| 11   | The Solemn Monga Theme              |
| 12   | Monga Theme                         |

艋舺電影／原聲帶幕後祕辛
| 曲序 | 曲名                      |
| 01   | 30秒精彩預告 - 熱血青春篇 |
| 02   | 30秒精彩預告 - 喋血江湖篇 |
| 03   | 30秒精彩預告 - 太子幫篇   |
| 04   | 艋舺主題歌曲幕後直擊      |
| 05   | 艋舺原聲帶錄音幕後祕辛    |

### DVD
2010年7月17日，群龍國際影視舉辦《艋舺》DVD-Video版發片簽名會。群龍國際影視董事長吳功不諱言，他早年曾跟隨已故竹聯幫精神領袖陳啟禮。鈕承澤即從吳功口中聽來不少黑道故事，有些情節就出現在《艋舺》中。

## 參展/獎項紀錄
| 年份   | 頒獎典禮                 | 獎項                             | 名字           | 結果 |
| ------ | ------------------------ | -------------------------------- | -------------- | ---- |
| 2010年 | 第60屆柏林影展           | 「電影大觀」（Panorama）單元     |                | 獲選 |
| 2010年 | 第12屆臺北電影獎         | 最佳美術設計                     | 黃美清、陳柏任 | 獲獎 |
| 2010年 | 第23屆東京國際影展       | 「亞洲之風」單元                 |                | 獲選 |
| 2010年 | 第30屆夏威夷國際影展     | 最佳亞洲影片獎（NETPAC Award）   |                | 獲獎 |
| 2010年 | 第21屆斯德哥爾摩國際影展 | Telia 電影獎（Telia Film Award） |                | 獲獎 |
| 2010年 | 第47屆金馬獎             | 最佳男主角                       | 阮經天         | 獲獎 |
| 2010年 | 第47屆金馬獎             | 最佳音效                         | 杜篤之         | 獲獎 |
| 2010年 | 第47屆金馬獎             | 年度台灣傑出電影工作者           | 李烈           | 獲獎 |
| 2010年 | 第47屆金馬獎             | 最佳美术设计                     | 黃美清、陳柏任 | 提名 |
| 2010年 | 第47屆金馬獎             | 最佳原創電影音樂                 | 陳珊妮         | 提名 |
| 2010年 | 第54屆亞太影展           | 最佳藝術指導                     | 陳柏任、黃美清 | 獲獎 |
| 2010年 | 第54屆亞太影展           | 最佳音樂                         | 陳珊妮         | 獲獎 |
| 2011年 | 第11屆華語電影傳媒大獎   | 最佳男配角                       | 馬如龍         | 獲獎 |
| 2011年 | 第11屆華語電影傳媒大獎   | 最佳新導演                       | 鈕承澤         | 獲獎 |
| 2011年 | 第5屆亞洲電影大奖        | 最佳男主角                       | 阮經天         | 提名 |
| 2011年 | 第5屆亞洲電影大奖        | 最佳新演員                       | 趙又廷         | 獲獎 |
| 2011年 | 第5屆亞洲電影大奖        | 最佳攝影                         | 包軒鳴         | 提名 |
| 2011年 | 第5屆亞洲電影大奖        | 最佳美術指導                     | 黃美清、陳柏任 | 提名 |
| 2011年 | 第5屆亞洲電影大奖        | 最佳原創音樂                     | 陳珊妮         | 提名 |
| 2011年 | 第30屆香港電影金像獎     | 最佳亞洲電影                     |                | 提名 |

## 分級
| 國家/地區 | 分級       |
| 台灣      | 輔導十二級 |

## 外部連結
- 官方网站
- 《艋舺》的Facebook專頁
- 《艋舺》的X（前Twitter）
- 《艋舺》的Plurk專頁
- 《艋舺》官方部落格
- YouTube上的《艋舺》頻道
- Yahoo奇摩電影上《艋舺》的資料（繁體中文）
- MSN娛樂上《艋舺》的資料（繁體中文）

- 開眼電影網上《艋舺》的資料（繁體中文）
- 豆瓣电影上《艋舺》的資料 （简体中文）
- 时光网上《艋舺》的資料（简体中文）
- AllMovie上《艋舺》的资料（英文）
- 爛番茄上《艋舺》的資料（英文）
- 香港影庫上《艋舺》的資料（繁體中文）
- 互联网电影数据库（IMDb）上《艋舺》的资料（英文）